# Wings of War (jeu vidéo)
Wings of War est un jeu vidéo de simulation développé par Silver Wish Games et édité par Gathering of Developers, sorti en 2004 sur Xbox et Windows.

## Accueil
- GameSpot : 7,5/10[1]